# Legio XXI Rapax
La Legio XXI Rapax (Vigésimo primera legión «depredadora») fue una legión romana creada en 31 a. C. por César Augusto. La unidad fue aniquilada bajo Domiciano en 92 d.C. durante la campaña contra los sármatas en Panonia. El símbolo de esta legión era el capricornio.

## Historia

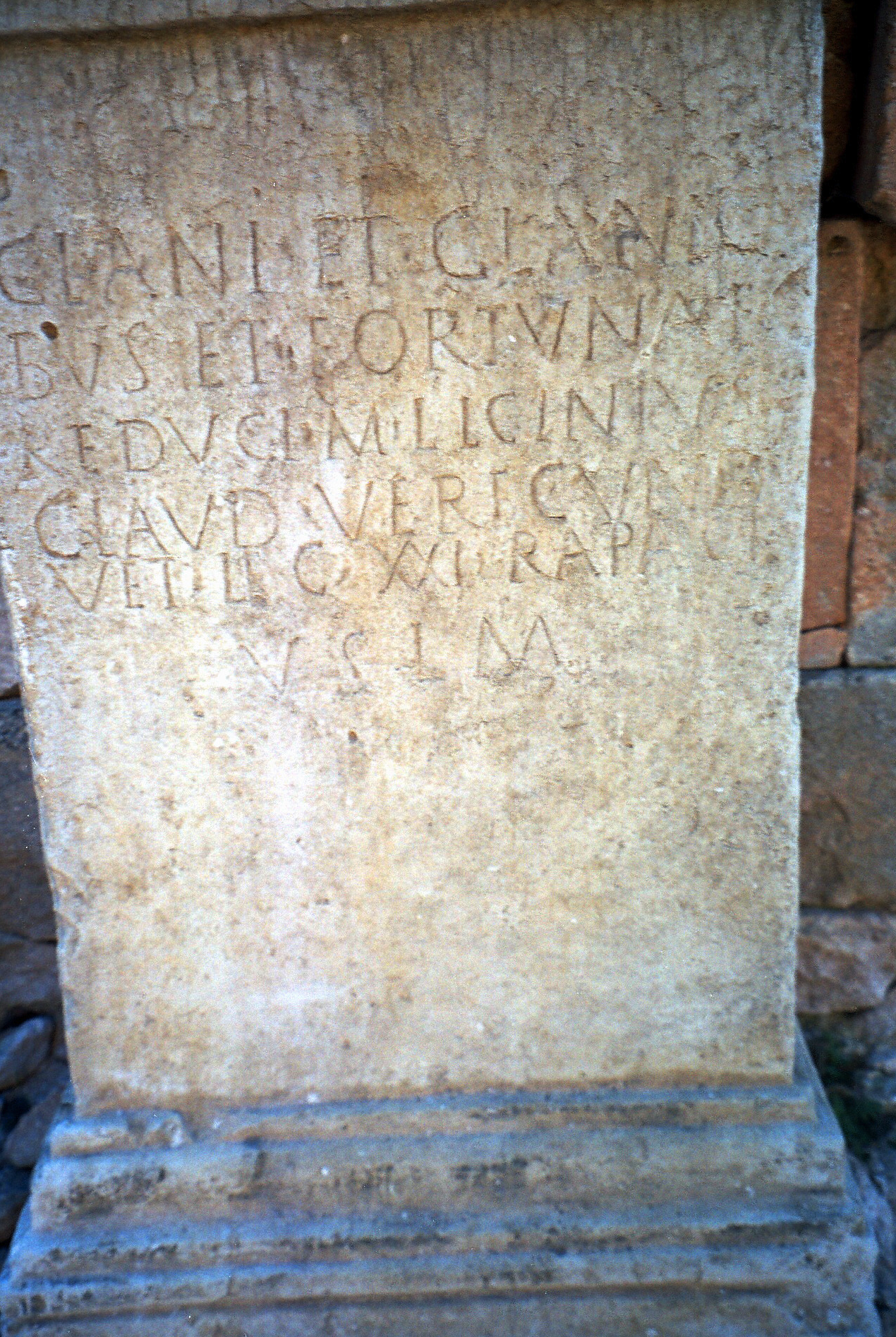
Inscripción procedente de Glanum (Francia) dedicada a varias divinidades por un veterano de la XXI Rapax.

La legión fue desplazada al centro de Europa hacia 15 a. C., durante las campañas de Tiberio en Germania, donde fue acantonada en Augusta Vindelicorum (actual Augsburgo), capital de la nueva provincia de Recia (Raethia).
Después del desastre militar de la batalla del bosque de Teutoburgo, donde las legiones XVII, XVIII y XIX fueron aniquiladas durante la revuelta de los queruscos dirigidos por Arminio, la XXI Rapax fue enviada como refuerzo al distrito militar de Germania Inferior. Durante este periodo compartió la base de Castra Vetera (Xanten, Alemania) con la Legio V Alaudae. En 45 fue trasladada al campamento de Vindonissa (Windisch, Suiza), en Germania Superior.
En el año de los cuatro emperadores (68-69), la XXI Rapax apoyó las ambiciones de Vitelio, gobernador de Germania, y se incorporó al ejército que formó para descender hacia Italia y derrocar a Otón, participando en la primera batalla de Bedriacum.
Vitelio acabó derrotado por Vespasiano, quien encontró nueva tarea para la legión: ayudar a dominar la rebelión bátava que había estallado en los actuales Países Bajos, sirviendo a las órdenes de Petilio Cerial. En 70 la revuelta había sido aplastada, y la legión permaneció en el zona, compartiendo campamento en Mogontiacum (Maguncia, Alemania) con la Legio XIV Gemina.

### Aniquilación
En 89 la legión apoyó la fallida tentativa de usurpación de Lucio Antonio Saturnino contra el emperador Domiciano. La rebelión acabó poco después, ya que Saturnino fue abandonado por sus tropas, pero la confianza de Domiciano en esta unidad estaba quebrada, y, aprovechando el creciente conflicto con los dacios, la legión fue desplazada a Panonia usando como base el campamento de Brigetio (Komárom). Fue en esta provincia donde la legión fue aniquilada en 92 durante una campaña destinada a contener una invasión de sármatas, que habían cruzado el Danubio.